# Fast gleichmäßige Konvergenz
Die fast gleichmäßige Konvergenz ist ein Konvergenzbegriff der Maßtheorie für Funktionenfolgen, der auf der gleichmäßigen Konvergenz aufbaut. Die fast gleichmäßige Konvergenz wurde von Hermann Weyl erstmals eingeführt, damals noch unter dem Namen wesentlich-gleichmäßige Konvergenz.
Die fast gleichmäßige Konvergenz sollte nicht mit der gleichmäßigen Konvergenz μ-fast überall verwechselt werden, diese entspricht der Konvergenz im {\displaystyle {\mathcal {L}}^{\infty }} und ist ein stärkerer Konvergenzbegriff.

## Definition
Gegeben sei ein Maßraum {\displaystyle (X,{\mathcal {A}},\mu )} und messbare Funktionen {\displaystyle f,(f_{n})_{n\in \mathbb {N} }\colon X\to \mathbb {K} }, wobei {\displaystyle \mathbb {K} =\mathbb {C} } oder {\displaystyle \mathbb {K} =\mathbb {R} } ist. Dann heißt die Funktionenfolge {\displaystyle (f_{n})_{n\in \mathbb {N} }} fast gleichmäßig konvergent, wenn für jedes {\displaystyle \delta >0} ein {\displaystyle A\in {\mathcal {A}}} existiert, so dass {\displaystyle \mu (A)<\delta } ist und die Funktionenfolge auf dem Komplement von {\displaystyle A} gleichmäßig konvergiert. Es gilt also
{\displaystyle \lim _{n\rightarrow \infty }\,\sup _{x\in X\setminus A}\left|f_{n}(x)-f(x)\right|=0.}

## Beziehung zu anderen Konvergenzbegriffen

### Gleichmäßige Konvergenz μ-fast überall
Aus der gleichmäßigen Konvergenz μ-fast überall folgt direkt die fast gleichmäßige Konvergenz. Denn konvergiert die Funktionenfolge gleichmäßig auf dem Komplement einer Nullmenge {\displaystyle A}, so ist {\displaystyle \mu (A)=0\leq \delta } für alle {\displaystyle \delta >0}, daraus folgt direkt die Behauptung. Die Umkehrung gilt jedoch im Allgemeinen nicht. Betrachtet man beispielsweise den Maßraum {\displaystyle ([0,1],{\mathcal {B}}([0,1]),\lambda |_{[0,1]})} und die Funktionenfolge {\displaystyle f_{n}(x)=x^{n}}, so konvergiert diese Folge für beliebiges kleines {\displaystyle \epsilon >0} auf den Intervall {\displaystyle [0,1-\epsilon ]} gleichmäßig gegen 0 und damit auch fast gleichmäßig gegen 0 auf den Intervall {\displaystyle [0,1]}. Jedoch ist die Funktionenfolge nicht μ-fast überall gleichmäßig konvergent.

### Punktweise Konvergenz μ-fast überall
Aus der fast gleichmäßigen Konvergenz folgt die punktweise Konvergenz μ-fast überall. Denn per Definition gibt es für jede Nullfolge {\displaystyle \delta _{k}} eine Menge {\displaystyle A_{k}}, so dass {\displaystyle \mu (A_{k})<\delta _{k}} und dass {\displaystyle (f_{n})_{n\in \mathbb {N} }} auf {\displaystyle X\setminus A_{k}} gleichmäßig konvergiert. Dann ist aber {\displaystyle A=\bigcap _{k=1}^{\infty }A_{k}} eine Nullmenge und die Funktionenfolge {\displaystyle (f_{n})_{n\in \mathbb {N} }} konvergiert punktweise gegen die Funktion
{\displaystyle f(x)=\lim _{n\to \infty }f_{n}(x)\chi _{X\setminus A}(x)}
und somit auch punktweise fast überall.
Im Falle eines endlichen Maßraumes liefert der Satz von Jegorow auch die Umkehrung, also dass aus der punktweisen Konvergenz μ-fast überall die fast gleichmäßige Konvergenz folgert. Somit fallen für endliche Maßräume die punktweise Konvergenz fast überall und die fast gleichmäßige Konvergenz zusammen. Das folgende Beispiel zeigt, dass der Schluss von der punktweisen Konvergenz fast überall zur fast gleichmäßigen Konvergenz bei nicht endlichen Maßräumen im Allgemeinen falsch ist. Betrachtet man die Funktionenfolge
{\displaystyle f_{n}(x)=\chi _{[n,n+1]}(x)}
auf dem Maßraum {\displaystyle (\mathbb {R} ,{\mathcal {B}}(\mathbb {R} ),\lambda )}, so konvergiert diese Funktionenfolge punktweise fast überall gegen 0, denn für beliebiges {\displaystyle x} ist für {\displaystyle n\geq x+2} immer 
{\displaystyle f_{n}(x)-0=\chi _{[n,n+1]}(x)-0=0}.
Aber die Folge konvergiert nicht fast gleichmäßig gegen 0, denn es ist für {\displaystyle A\in {\mathcal {A}}} mit {\displaystyle 0\leq \mu (A)<1} immer {\displaystyle [n,n+1]\setminus A\neq \emptyset } und somit
{\displaystyle \sup _{x\in \mathbb {R} \setminus A}|f_{n}(x)-0|=1}
für alle {\displaystyle A} mit {\displaystyle \mu (A)<1}.  Also kann keine fast gleichmäßige Konvergenz vorliegen.

### Konvergenz nach Maß und lokal nach Maß
Aus der fast gleichmäßigen Konvergenz  folgt automatisch die Konvergenz nach Maß. Denn nach Definition entspricht die fast gleichmäßige Konvergenz der gleichmäßigen Konvergenz auf dem Komplement einer Menge {\displaystyle A} mit {\displaystyle \mu (A)<\delta } für beliebiges {\displaystyle \delta }. Folglich existiert ein Index {\displaystyle N(\varepsilon )}, so dass {\displaystyle A\supset \{|f_{n}-f|\geq \varepsilon \}} für alle {\displaystyle n\geq N(\varepsilon )}. Also ist {\displaystyle \mu (\{|f_{n}-f|\geq \varepsilon \})\leq \delta } für beliebiges {\displaystyle \delta } und somit konvergiert die Folge nach Maß.
Umgekehrt folgt aber aus der Konvergenz nach Maß im Allgemeinen nicht die fast gleichmäßige Konvergenz. Betrachtet man beispielsweise die Folge von Intervallen
{\displaystyle (I_{n})_{n\in \mathbb {N} }=[0,1],[0,{\tfrac {1}{2}}],[{\tfrac {1}{2}},1],[0,{\tfrac {1}{3}}],[{\tfrac {1}{3}},{\tfrac {2}{3}}],[{\tfrac {2}{3}},1],[0,{\tfrac {1}{4}}],[{\tfrac {1}{4}},{\tfrac {2}{4}}],\dots }
und definiert auf {\displaystyle ([0,1],{\mathcal {B}}([0,1]),\lambda )} die Funktionenfolge
{\displaystyle f_{n}(x)=\chi _{I_{n}}(x)},
so konvergiert diese Folge nach Maß gegen 0, da eine Abweichung der Funktionenfolge von der 0 immer nur auf den Intervallen möglich ist. Die Breite der Intervalle und damit das Maß der Mengen, auf denen die Funktionenfolge von der 0 abweicht konvergieren aber gegen 0. Die Folge konvergiert aber nicht fast gleichmäßig, da für {\displaystyle A\in {\mathcal {A}}} mit {\displaystyle \mu (A)<\delta <1} gilt, dass
{\displaystyle \sup _{x\in [0,1]\setminus A}f_{n}(x)={\begin{cases}1&{\text{falls }}I_{n}\setminus A\neq \emptyset \\0&{\text{falls }}I_{n}\setminus A={\emptyset }\end{cases}}}.
Da aber das {\displaystyle A} fest gewählt ist und die {\displaystyle I_{n}} beständig "wandern", oszilliert die Folge und kann somit nicht fast gleichmäßig konvergieren.
Da aus der Konvergenz nach Maß direkt die Konvergenz lokal nach Maß folgt, impliziert die fast gleichmäßige Konvergenz auch die Konvergenz lokal nach Maß, der Umkehrschluss ist aber im Allgemeinen auch ungültig.

## Allgemeine Formulierung
Die fast gleichmäßige Konvergenz  lässt sich analog für Funktionen mit Werten in einem metrischen Raum {\displaystyle (M,d)} definieren. Eine Funktionenfolge heißt dann fast gleichmäßig konvergent, wenn zu jedem {\displaystyle \delta >0} eine Menge {\displaystyle A\in {\mathcal {A}}} mit {\displaystyle \mu (A)<\delta } existiert, so dass 
{\displaystyle \lim _{n\to \infty }\sup _{x\in X\setminus A}\ d(f_{n}(x),f(x))=0}
gilt.